# Museu Nacional de Chuncheon

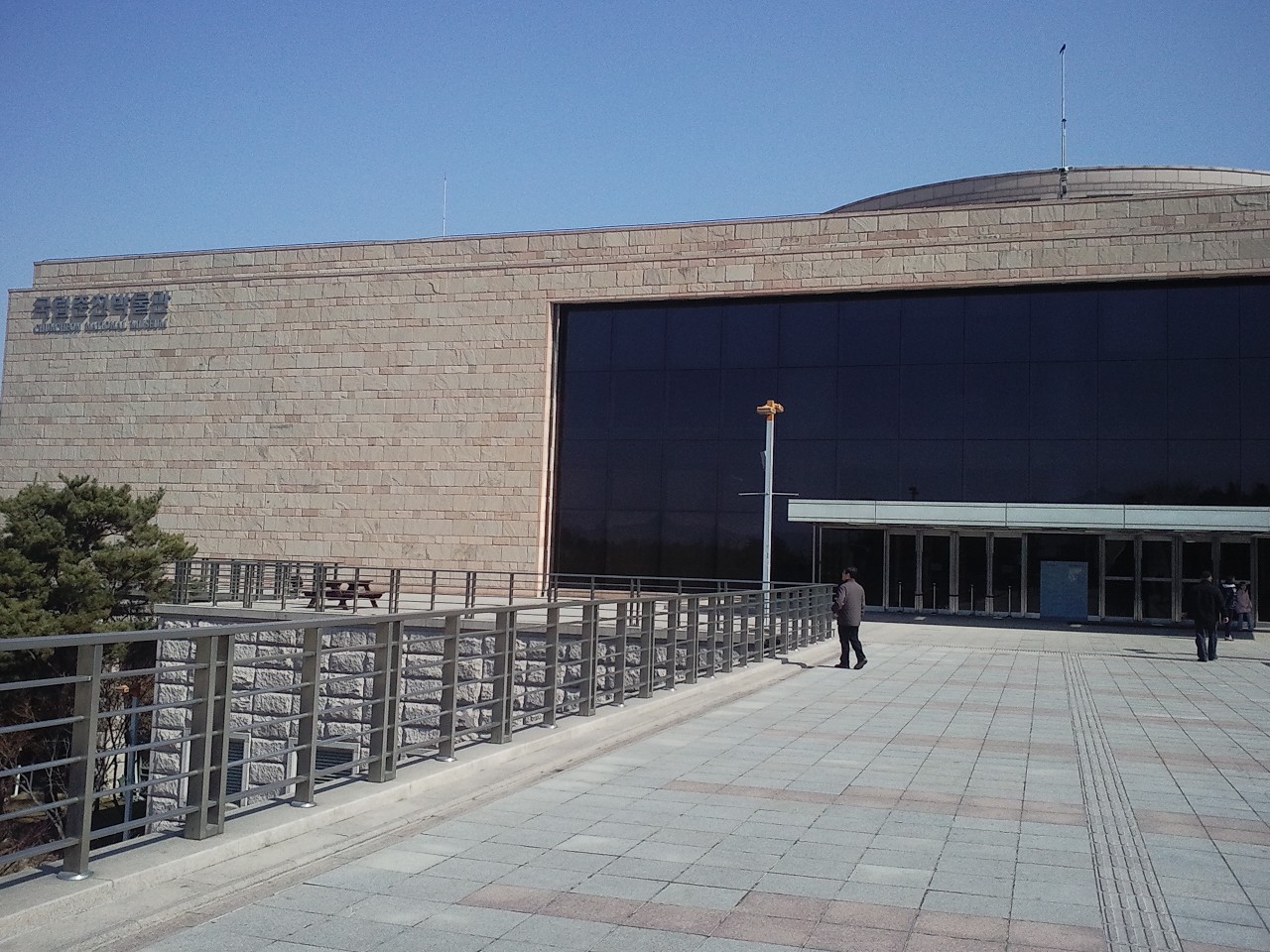
Entrada do museu

O Museu Nacional de Chuncheon é um museu nacional localizado em Chuncheon, na província de Gangwon, Coreia do Sul. Foi inaugurado em 30 de outubro de 2002. Preserva e exibe os tesouros arqueológicos e artísticos da região, que variam em data desde a época pré-histórica até os tempos modernos, e serve como um centro vital para a pesquisa e formação acadêmica.